# Volleybalvereniging Inter Rijswijk 2017-2018
Questa voce raccoglie le informazioni riguardanti il Volleybalvereniging Inter Rijswijk nelle competizioni ufficiali della stagione 2017-2018.

## Organigramma societario
Area direttiva
- Presidente: Peter Honselaar

Area tecnica
- Allenatore: Willy Steenbakkers

## Rosa
| N° | Nome                | Ruolo | Data di nascita   | Nazionalità sportiva |
| -- | ------------------- | ----- | ----------------- | -------------------- |
| 1  | Steven van de Velde | S     | 8 agosto 1994     | Paesi Bassi          |
| 2  | Jorn Lorsheijd      | O     | 10 agosto 1988    | Paesi Bassi          |
| 3  | Guido Spooren       | P     | 28 settembre 1994 | Paesi Bassi          |
| 4  | Daan Haanappel      | P     | 29 settembre 1998 | Paesi Bassi          |
| 5  | Joost Groen         | O     | 1993              | Paesi Bassi          |
| 6  | Harm Houwink        | C     | 1992              | Paesi Bassi          |
| 7  | Jorg de Waard       | C     | 8 marzo 1994      | Paesi Bassi          |
| 8  | Sander Groos        | C     | 1976              | Paesi Bassi          |
| 9  | Noud Doornheim      | S     | 1996              | Paesi Bassi          |
| 10 | Jannes van der Ham  | S     | 9 aprile 1995     | Paesi Bassi          |
| 11 | Timo Gras           | S     | 11 marzo 1993     | Paesi Bassi          |
| 12 | Nick Martherus      | L     | 27 maggio 2001    | Paesi Bassi          |
| 17 | Roy Haanappel       | L     | 1991              | Paesi Bassi          |